# Antillia
Antillia là một chi thực vật có hoa trong họ Cúc (Asteraceae).

## Loài
Chi Antillia gồm các loài: